# Европеидна раса
Европеидна раса (кавказоидна раса) је једна од људских раса. Аутохтоно је распрострањена у Европи, северној Африци, северној Индији и југозападној Азији, а алохтоно у Америци, Аустралији и јужној Африци.
Главне одлике ове расе су светла или мрка кожа, равна, мека или таласаста коса, развијена терцијарна косматост, танке усне и узак нос. Боја косе и очију варира од светлих до тамних нијанси.
Недавно генетичко истраживање објављено у Европском журналу људске генетике (енгл. European Journal of Human Genetics) у природи (из 2019. године) показало је да су народи у западној Азији (Арапи), Европљани, северни Африканци, Јужноазијци (Индијци) и неки народи средње Азије уско повезани једни са другима. Они се веома разликују од подсахарских Африканаца или источноазијских народа.